# Droga krajowa nr 3 (Polska)
Droga krajowa nr 3 (w skrócie DK3) – droga krajowa klasy S oraz GP w zachodniej części Polski, na terenie województw: zachodniopomorskiego, lubuskiego i dolnośląskiego,  przebiegająca południkowo ze Świnoujścia do granicy polsko-czeskiej w Lubawce (do kwietnia 2025 r. trasa kończyła się w Jakuszycach). Stanowi polską część międzynarodowej trasy E65 z Malmö w Szwecji do Chanii na Krecie.

## Dopuszczalny nacisk na oś
1 maja 2004, w dniu wstąpienia Polski do Unii Europejskiej, zaczęło obowiązywać rozporządzenie Ministerstwa Infrastruktury, na mocy którego dopuszczono ruch pojazdów o nacisku pojedynczej osi do 11,5 tony – początkowo na odcinku Świnoujście – obwodnica Wolina. 15 listopada 2005 rozszerzono podwyższoną nośność na całą długość drogi nr 3, co obowiązuje do dziś.

## Autostrada A3
W latach 1993–2001 planowano budowę autostrady A3, jako nowego ciągu DK3, jednak koncepcja nie została zrealizowana.

## Droga ekspresowa S3
Od czerwca 2024 r. cały przebieg drogi krajowej nr 3 ma stanowić droga ekspresowa S3. Obecnie na długości 404,7 km DK3 posiada status drogi ekspresowej (w tym 18,3 km odcinka wspólnego z autostradą A6), a dodatkowo dwa fragmenty jednojezdniowe o łącznej długości 5,4 km wybudowane zostały w standardzie drogi klasy S: obwodnica Międzyzdrojów (2,9 km) i obwodnica Wolina (2,5 km).

## Trasa europejska E65
Droga krajowa nr 3 jest w całości polskim odcinkiem trasy europejskiej E65.

## Historia numeracji
Na przestrzeni lat droga posiadała różne oznaczenia:

| Numer | Numer | Przebieg | Lata obowiązywania                                                      | Źródło | Uwagi |
| ----- | ----- | --- | ----------------------------------------------------------------------- | --- | --- |
| ?     | ?     | Świnoujście – Wolin – Goleniów – Rzęśnica – Szczecin | ? – lata 70.                                                            | - NAKI maps [online], chartae-antiquae.cz [dostęp 2021-04-17]. - Atlas samochodowy Polski. Wyd. IV. Warszawa: Państwowe Przedsiębiorstwo Wydawnictw Kartograficznych, 1965. Brak numerów stron w książce | nieznana numeracja; od początku lat 70. w ciągu E14                                                                          |
| 19    | 19    | Szczecin – Oleszna | ? – lata 70.                                                            | - NAKI maps [online], chartae-antiquae.cz [dostęp 2021-04-17]. - Atlas samochodowy Polski. Wyd. IV. Warszawa: Państwowe Przedsiębiorstwo Wydawnictw Kartograficznych, 1965. Brak numerów stron w książce | |
| 46    | E14   | Oleszna – Pyrzyce – Lipiany – Gorzów Wielkopolski – Ociosna – Skwierzyna – Międzyrzecz – Świebodzin – Sulechów – Zielona Góra – Nowa Sól | • krajowy: b.d. • europejski: 1962 – 1985                               | - j.w. - Samochodowy atlas Polski 1:500 000. Wyd. V. Warszawa: Państwowe Przedsiębiorstwo Wydawnictw Kartograficznych, 1979. ISBN 83-7000-017-7. Brak numerów stron w książce | |
| 42    | 42    | Nowa Sól – Polkowice – Lubin | ? – 14 II 1986                                                          | - Samochodowy atlas Polski 1:500 000. Wyd. IV. Warszawa: Państwowe Przedsiębiorstwo Wydawnictw Kartograficznych, 1965. Brak numerów stron w książce - Hegi Gyula, Domokos György: EUROPE L'EUROPE EUROPA ЕВРОПА Road atlas Atlas Routier Autoatlas АТЛАС автомобильных дорог. Budapeszt: Cartographia Budapest, 1981. ISBN 963-350-412-0. Brak numerów stron w książce - Samochodowy atlas Polski 1:500 000. Wyd. IX. Warszawa: Państwowe Przedsiębiorstwo Wydawnictw Kartograficznych, 1985. Brak numerów stron w książce | odcinek Potoczek – Polkowice – Lubin jako droga dwujezdniowa, prawdopodobnie od lat 80.                                      |
| 2     | 2     | Lubin – Legnica – Nowa Wieś Legnicka – Jawor | 1970 – 14 II 1986                                                       | - Województwo wrocławskie – sieć dróg państwowych 1:300 000. Wrocław: Wojewódzki Zarząd Dróg Publicznych we Wrocławiu, 1970. - Samochodowy atlas Polski 1:500 000. Wyd. V. Warszawa: Państwowe Przedsiębiorstwo Wydawnictw Kartograficznych, 1979. ISBN 83-7000-017-7. Brak numerów stron w książce - Samochodowy atlas Polski 1:500 000. Wyd. IX. Warszawa: Państwowe Przedsiębiorstwo Wydawnictw Kartograficznych, 1985. Brak numerów stron w książce | na mapie z 1970 roku oznaczona numerem x2, gdzie x mógł być wyróżnikiem ówczesnych tablic rejestracyjnych woj. wrocławskiego |
| 3     | 3     | Jawor – Bolków | 1970 – 14 II 1986                                                       | Województwo wrocławskie sieć dróg państwowych 1:300 000. Wrocław: Wojewódzki Zarząd Dróg Publicznych we Wrocławiu, 1970. | na mapie oznaczona numerem x3, gdzie x mógł być wyróżnikiem ówczesnych tablic rejestracyjnych woj. wrocławskiego             |
| E83   | E83   | Bolków – Kaczorów – Jelenia Góra | 1962 – 1985                                                             | - NAKI maps [online], chartae-antiquae.cz [dostęp 2021-04-17]. - Województwo wrocławskie sieć dróg państwowych 1:300 000. Wrocław: Wojewódzki Zarząd Dróg Publicznych we Wrocławiu, 1970. - Województwo wrocławskie mapa samochodowo-krajoznawcza. Warszawa: Państwowe Przedsiębiorstwo Wydawnictw Kartograficznych, 1972. Brak numerów stron w książce - Samochodowy atlas Polski 1:500 000. Wyd. IX. Warszawa: Państwowe Przedsiębiorstwo Wydawnictw Kartograficznych, 1979. ISBN 83-7000-017-7. Brak numerów stron w książce - Samochodowy atlas Polski 1:500 000. Wyd. IX. Warszawa: Państwowe Przedsiębiorstwo Wydawnictw Kartograficznych, 1985. Brak numerów stron w książce | brak danych o numeracji krajowej                                                                                             |
| E14   | E14   | Jelenia Góra – Piechowice – Szklarska Poręba – Jakuszyce – granica państwa (przejście graniczne) | 1962 – 1985                                                             | - NAKI maps [online], chartae-antiquae.cz [dostęp 2021-04-17]. - Województwo wrocławskie sieć dróg państwowych 1:300 000. Wrocław: Wojewódzki Zarząd Dróg Publicznych we Wrocławiu, 1970. - Województwo wrocławskie mapa samochodowo-krajoznawcza. Warszawa: Państwowe Przedsiębiorstwo Wydawnictw Kartograficznych, 1972. Brak numerów stron w książce - Samochodowy atlas Polski 1:500 000. Wyd. IX. Warszawa: Państwowe Przedsiębiorstwo Wydawnictw Kartograficznych, 1979. ISBN 83-7000-017-7. Brak numerów stron w książce - Samochodowy atlas Polski 1:500 000. Wyd. IX. Warszawa: Państwowe Przedsiębiorstwo Wydawnictw Kartograficznych, 1985. Brak numerów stron w książce | brak danych o numeracji krajowej                                                                                             |
| 3     | E65   | granica państwa – Świnoujście – Wolin – Goleniów – Szczecin – Pyrzyce – Gorzów Wielkopolski – Skwierzyna – Świebodzin – Zielona Góra – Nowa Sól – Lubin – Legnica – Jawor – Bolków – Jelenia Góra – Szklarska Poręba – Jakuszyce – granica państwa | • krajowy: od 14 II 1986, z późniejszymi zmianami • europejski: od 1985 | - Uchwała nr 192 Rady Ministrów z dnia 2 grudnia 1985 r. w sprawie zaliczenia dróg do kategorii dróg krajowych (M.P. z 1986 r. nr 3, poz. 16) - Mapa samochodowa Polski 1:700 000. Wyd. 1. Szczecin: Wydawnictwo Kartograficzne KOMPAS, 1996/1997. ISBN 83-904373-2-5. Brak numerów stron w książce - Mapa samochodowa Polski 1:700 000. Wyd. II zmienione i poprawione. Szczecin: Wydawnictwo Kartograficzne KOMPAS, 1997/1998. ISBN 83-904373-3-3. Brak numerów stron w książce - Mapa samochodowa Polski 1:700 000. Wyd. XXVII. Dom Wydawniczy PWN, 2016. ISBN 978-83-7705-942-5. Brak numerów stron w książce                                                                   | lokalne zmiany przebiegu spowodowane oddawaniem do ruchu odcinków drogi ekspresowej S3                                       |

W czasach PRL odcinek Szczecin – Świnoujście miał posiadać także oznaczenie T16, co przedstawia samochodowy atlas Niemiec z połowy lat 70. oraz mapa Niemieckiej Republiki Demokratycznej z 1990 r.. Jednakże żadna z wydawanych w Polsce map i atlasów drogowych przed 1986 r. nie potwierdza takiej numeracji.

## Ważniejsze miasta na trasie DK3
- Świnoujście (DK93)
- Międzyzdroje – obwodnica
- Wolin – obwodnica
- Goleniów (S6) – obwodnica S3
- Szczecin (droga nr 10) – obwodnica S3/A6
- Gorzów Wielkopolski (droga nr 22) – obwodnica S3
- Skwierzyna – obwodnica S3 (DK24)
- Międzyrzecz – obwodnica S3
- Świebodzin (droga nr 92) – obwodnica S3
- Sulechów (droga nr 32) – obwodnica S3
- Zielona Góra (droga nr 32) – obwodnica S3
- Nowa Sól – obwodnica S3
- Polkowice – obwodnica S3
- Lubin (droga nr 36) – obwodnica S3
- Legnica (A4, droga nr 94) – obwodnica S3
- Jawor – obwodnica S3
- Bolków (DK5) – obwodnica
- Kamienna Góra[1] – obwodnica S3
- Lubawka[1] – obwodnica S3; granica z Czechami

## Galeria

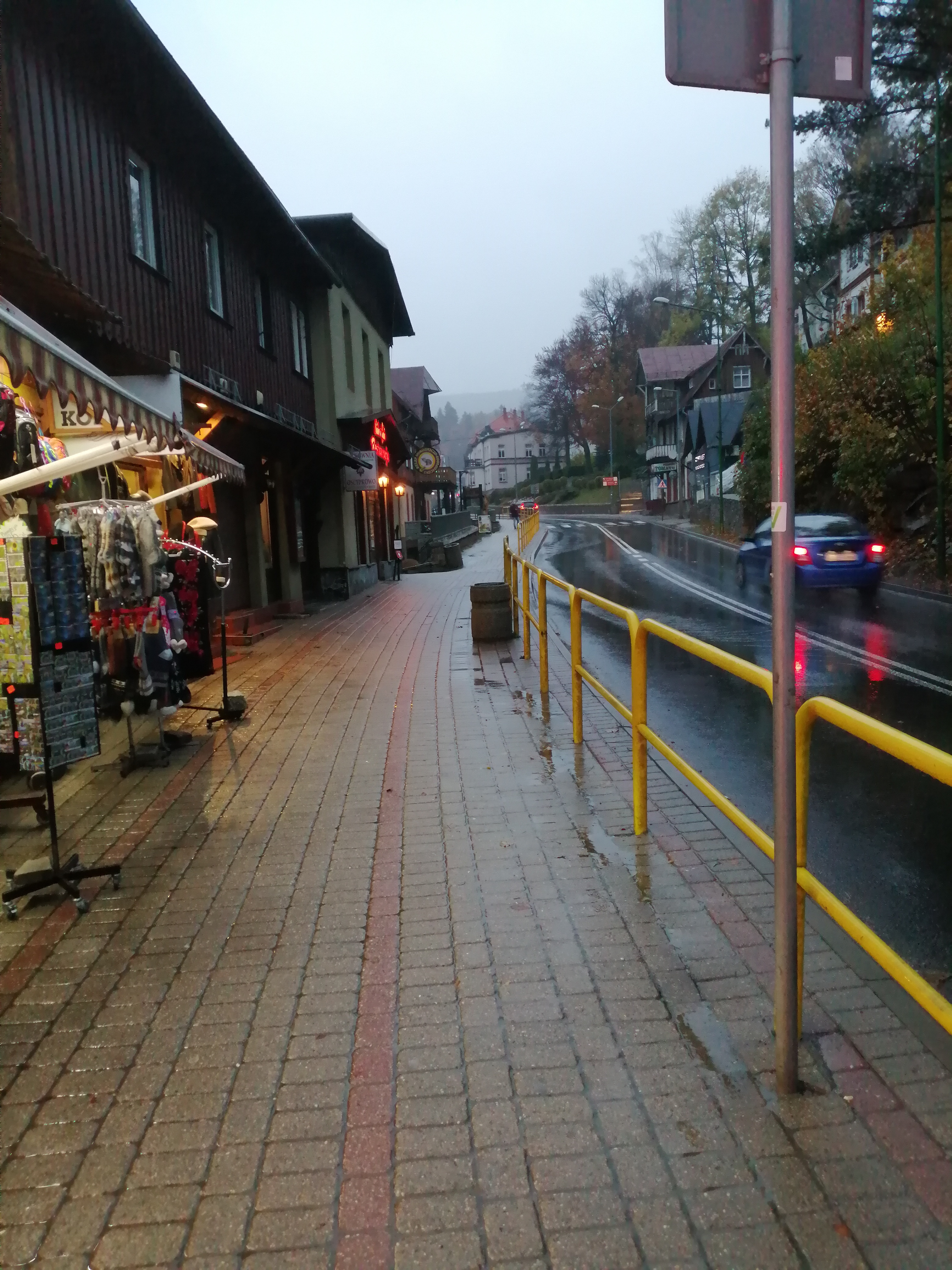
DK3 w Szklarskiej Porębie
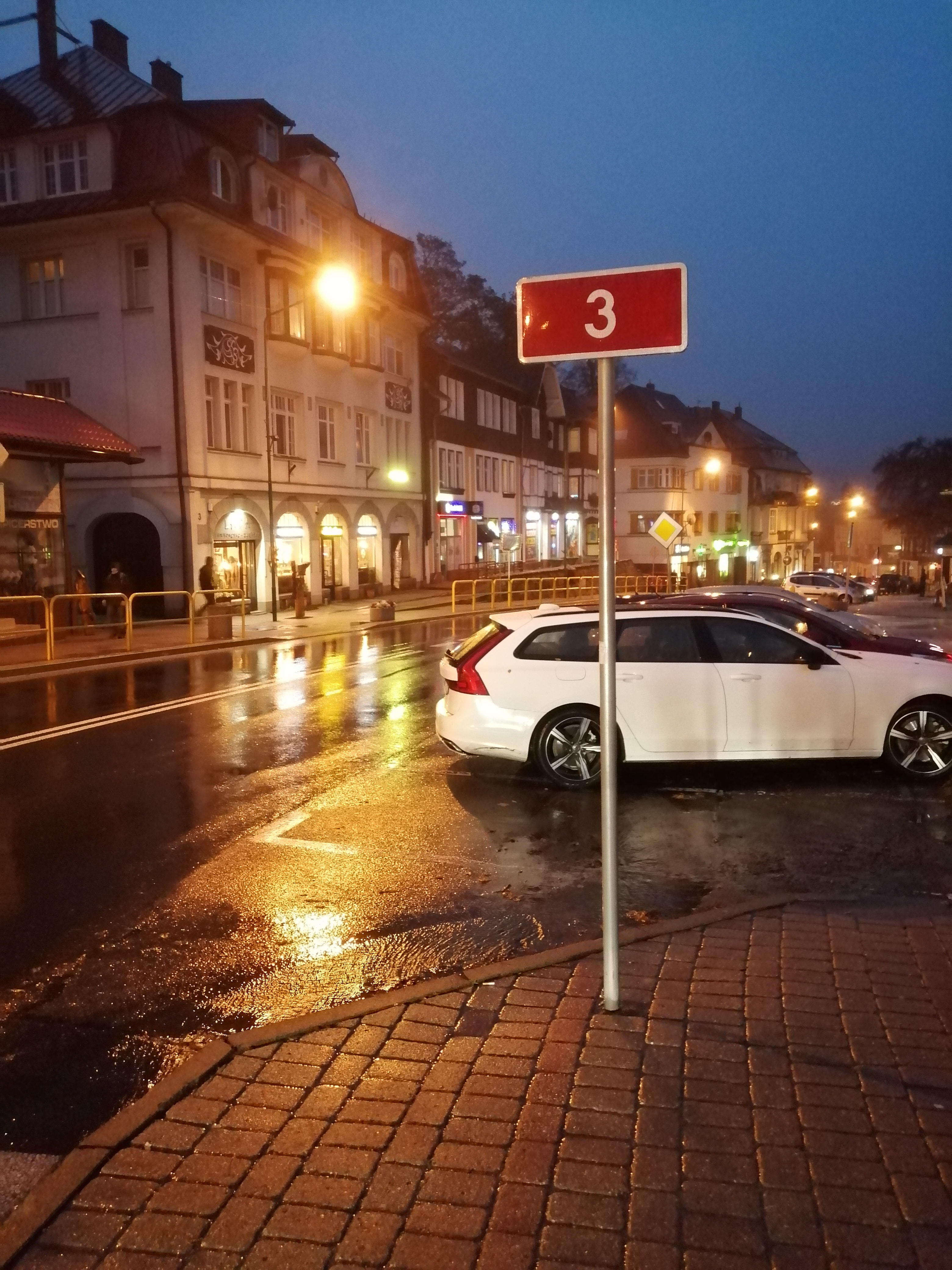
DK3 w Szklarskiej Porębie